# Jean-Pierre Vouga
Jean-Pierre Vouga, né le 24 juin 1907 à Neuchâtel et mort le 18 juillet 2006  à Morges, est un architecte suisse qui a joué, tout particulièrement dans le domaine de l’aménagement du territoire, un rôle national et international.

## Biographie
Jean-Pierre Vouga – fils de Paul et petit-fils d'Emile, deux archéologues qui figurent parmi les découvreurs du site préhistorique de La Tène – opte pour l’architecture. De 1925-1932, il étudie à l’École nationale supérieure des beaux-arts de Paris. À son retour en Suisse, il collabore jusqu’en 1936 avec Jacques Favarger qui est alors l’un des architectes les plus en vue à Lausanne et chez lequel il s’initie aux problématiques de la gestion du territoire. Il ouvre son propre bureau dès 1937. Membre de la Société suisse des ingénieurs et des architectes (SIA), il devient aussi en 1939 secrétaire des Rencontres internationales d’architectes (RIA), qui aboutissent à la constitution de l’Union internationale des architectes (UIA). Il est nommé commissaire général du premier Congrès de l’UIA qui se tient à Lausanne en 1948. Membre de L’Œuvre dès 1937, ainsi que du Royal Institute of British Architects (correspondant honoraire), il ne limite pas son engagement associatif au domaine architectural, puisqu’il compte en 1948 au nombre des fondateurs de la Cinémathèque suisse.
Dans les années 1940, Vouga s’intéresse non seulement à la gestion du territoire, mais aussi à la question du logement. Il est associé à William Vetter de 1943 à 1960, architecte avec lequel il construit le groupe opératoire de l’Hôpital cantonal de Lausanne (1945-1948) et élabore vers 1955 le plan du quartier de Bellevaux-Dessus, en limite nord de Lausanne, où il construit pour la première fois, selon une organisation strictement rationnelle, des habitations en éléments préfabriqués. Un principe similaire prévaut à la construction d'immeubles à loyer modéré à Pully et à Bussigny. Rédacteur de la revue Habitation (1949-1944, et 1951-1972), il exerce une influence déterminante sur les coopératives d’habitations suisses par l’intermédiaire de l’Association romande des maîtres d’ouvrage d’utilité publique, ouvrant leur bulletin aux expériences internationales. Très engagé dans la rationalisation des procédés de construction, on le sent proche de la culture urbanistique anglaise, dans la tradition de Patrick Geddes ou de Patrick Abercrombie, plus que de celle de Le Corbusier.
Membre de diverses autorités au niveau fédéral, notamment dès 1957 de la Commission pour la protection de la nature et du paysage, puis dès 1960, comme délégué du conseiller fédéral Hans Peter Tschudi auprès de la Commission fédérale des monuments historiques, il occupe aussi, de 1972-1976, le poste d’adjoint au délégué du Conseil fédéral à l’aménagement du territoire. Entre 1974 et 1987, il participe en outre aux travaux de la Commission fédérale pour une conception globale des transports.
Il prend de 1960 à 1972 la direction du Service de l’urbanisme et des bâtiments du canton de Vaud et ajoute dès lors à ses titres celui d’architecte cantonal. En cette qualité, il réorganise immédiatement l’Office de l’urbanisme en le dotant d’un Service de l’aménagement du territoire. Pédagogue, il enseigne de 1964 à 1972 l’urbanisme et l’aménagement du territoire à l’École polytechnique et universitaire de Lausanne (EPUL), qui deviendra l’École polytechnique fédérale de Lausanne (EPFL).
Jean-Pierre Vouga joue un rôle majeur dans la modernisation de la politique cantonale en matière d’aménagement du territoire. Il est l’auteur d’une nouvelle Loi cantonale sur les constructions et l'aménagement du territoire (LCAT), adoptée en février 1964. Cette loi introduit la notion de zone agricole ou viticole, en principe inconstructible, et rend dès lors possible les actions de sauvegarde des zones rurales touchées par la pression démographique et l’urbanisation. En marge de la préparation de l'Expo 64, à l’organisation de laquelle Vouga prend une part active, il crée un sous-secteur consacré à l’aménagement du territoire. Il y présente la région de Lavaux comme une illustration de zone viticole menacée par le mitage du paysage et profite ainsi des circonstances pour influencer le débat dans l'opinion publique.
Vivement intéressé par l’archéologie, Jean-Pierre Vouga est également président de 1960-1972 de l’Association Pro Aventico. Après son départ à la retraite, il se voue entre autres à l’étude de la culture celtique antérieure à la colonisation par les Romains.
Il décède le 18 juillet 2006 à Morges.

## Choix de publications
- Aménagement de l'espace en suisse de 1945 à 1968. Dans: La Suisse depuis 1945, Bern 1971.
- De la fosse aux ours à la fosse aux lions : la bataille pour l’aménagement du territoire, Lausanne 1976.
- Les Ormonts et Leysin, Neuchâtel 1977.
- Romands, Alémaniques, Tessinois : mieux nous écouter pour mieux nous entendre, Boudry 1978.
- L’Europe à l’heure des Celtes, Vevey 1981.
- La Suisse face à ses langues. Aarau 1990.
- Les Helvètes au Grütli. Lausanne 1990.
- Coups de cœur à grands traits, cent dessins de Jean-Pierre Vouga, Genève 1993.

## Portrait filmé
Jean-Pierre Vouga, architecte [Enregistrement vidéo] : le 17 septembre 1985 à La Forclaz des Ormonts / interlocuteur : Bertil Galland, Yverdon-les-Bains, Association Plans-Fixes, cop. 1985, Plans-fixes no 1030 1 vidéocassette [VHS] (env. 50 min) : noir et blanc, PAL.

### Archives
- Archives cantonales vaudoises, P Vouga